# Casale

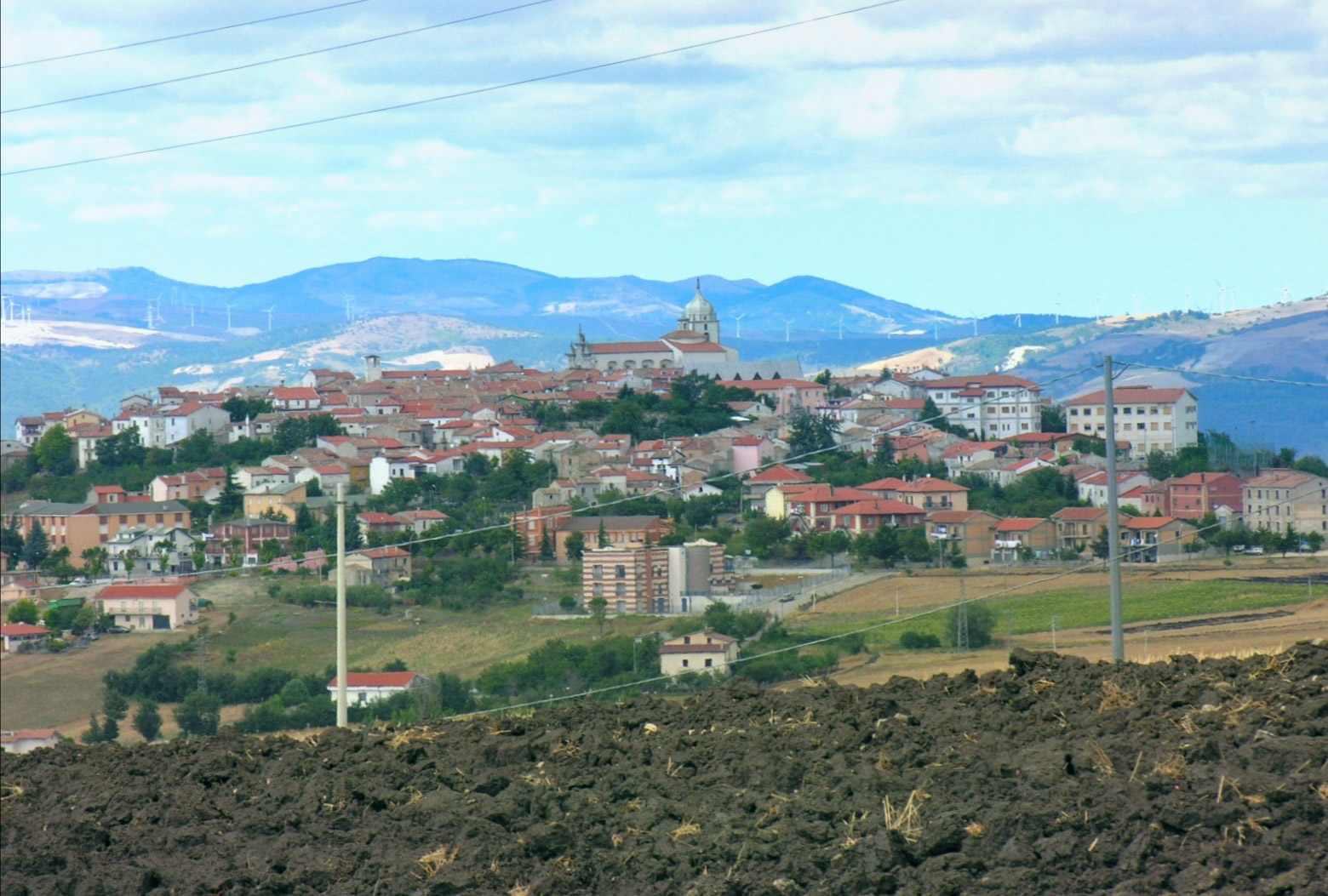
Un casale

El casale o casolare es un conjunto de unas pocas casas rurales, en la campiña, sin muro. 

## Diferencia entre cascina y casale
Mientras la cascina se utilizó como casa y como estructura de la actividad agrícola, principalmente en el Valle del Po y el norte de Italia, el casale es simplemente un conjunto de edificios rurales aislados en el campo, dedicados exclusivamente a fines residenciales.
- Datos: Q3661417